# Iglesia Episcopal Metodista de la Calle Once
La Iglesia Episcopal Metodista de la Calle Once (en inglés: Eleventh Street Methodist Episcopal Church) es una iglesia histórica ubicada en Nueva York, Nueva York. La Iglesia Episcopal Metodista de la Calle Once se encuentra inscrita  en el Registro Nacional de Lugares Históricos desde el 30 de diciembre de 2011.

## Ubicación
La Iglesia Episcopal Metodista de la Calle Once se encuentra dentro del condado de Nueva York en las coordenadas 40°43′40″N 73°58′47″O / 40.727642, -73.979839.